# Tang Lin
Tang Lin –en xinès, 唐琳– (Neijiang, 7 de maig de 1976) és una esportista xinesa que va competir en judo.
Va participar en els Jocs Olímpics de Sydney 2000, obtenint una medalla d'or en la categoria de –78 kg. Als Jocs Asiàtics de 1998 va aconseguir una medalla d'or.
Va guanyar una medalla de plata al Campionat Asiàtic de Judo de 1996.

## Palmarès internacional
| Jocs Olímpics     | Jocs Olímpics          | Jocs Olímpics | Jocs Olímpics |
| Any               | Lloc                   | Medalla       | Categoria     |
| ----------------- | ---------------------- | ------------- | ------------- |
| 2000              | Sydney ( Austràlia)    | 1             | –78 kg        |
| Jocs Asiàtics     |                        |               |               |
| Any               | Lloc                   | Medalla       | Categoria     |
| 1998              | Bangkok ( Tailàndia)   | 1             | –78 kg        |
| Campionat Asiàtic |                        |               |               |
| Any               | Lloc                   | Medalla       | Categoria     |
| 1996              | Ho Chi Minh ( Vietnam) | 2             | –72 kg        |